# 帝洋丸 (タンカー)
帝洋丸（ていようまる）は、かつて日本タンカーが所有・運航したタンカー。なお同名で帝国船舶の帝洋丸（元ドイツ貨客船）が存在するが、ここではタンカーの帝洋丸について解説する。

## 船歴

### 戦前
日本タンカーがタラカンや北米太平洋岸からの石油輸送を目的として、1930年（昭和5年）4月28日、横浜船渠で起工。1931年（昭和6年）1月19日に進水し、1931年5月2日に竣工した。主機は横浜船渠で初めて製造した横浜-MANディーゼルを装備しており、日本の高速タンカーの先駆けとなった。
1940年（昭和15年）4月15日、日本タンカーは日東鉱業汽船の傘下に入り、同社に用船される。
1941年（昭和16年）7月23日、日本タンカーは日東鉱業汽船に吸収合併され、帝洋丸は日東鉱業汽船の所有となる。

## 緒戦
11月22日、海軍に徴用され、三菱重工業横浜造船所(旧横浜船渠)で艤装工事が行われた。12月4日に工事が終わり、太平洋戦争開戦当日に呉市吉浦でボイラー用重油12,000トン、航空用ガソリン70トン、潤滑油70トンを搭載。10日に呉鎮守府籍の特設運送船(給油船)となり、連合艦隊所属となる。その後呉を出港し、呉淞、高雄を経由してサイゴンに移動。
1942年（昭和17年）2月にはジャワ島攻略作戦機動部隊第1補給隊に編入されて行動。その後は第2次インド洋作戦第2補給部隊に編入され、2月21日にスターリング湾に到着。3月3日には第1号哨戒艇に給油を行った。その後スターリング湾を出港し、22日に馬公に到着。27日に出港し、4月22日に呉に戻った。5月5日、アリューシャン攻略作戦第二機動部隊附属となり、呉を出港して24日に大湊に到着。以降は大湊を拠点に行動する。7月18日、横須賀に到着。8月には北方部隊附属給油船として西アリューシャン攻略作戦に参加することになり、2日に横須賀を出港。27日に大湊に到着し、30日に出港。以降大湊、加熊別湾、片岡湾を転々とし、片岡湾を11月1日に出港し、7日に舞鶴に到着して爆雷投射機の取り付けがされた。

### 北方での活動
13日に帝洋丸は舞鶴を出港し、18日に片岡湾に到着。以降は片岡湾を拠点にして行動し、艦隊に燃料を補給した。12月9日、片岡湾を出港して14日に舞鶴に到着。18日にボイラー用重油5,475トン、1号重油2,900トンを搭載し、24日に舞鶴を出港し、29日に片岡湾に到着。以降は片岡湾を拠点にして燃料補給に従事。1943年（昭和18年）2月15日、兜山南方で右舷錨鎖の切断事故を起こしている。24日、日東興業汽船が日東汽船に改名。3月1日には波浪により防舷物が破損。4月3日、片岡湾を出港し、9日に呉市の広に到着。10日にボイラー用重油8,094トンを搭載し、11日に呉に移動。12日に1号重油2,000トンを搭載し、呉を出港。14日に舞鶴に到着して整備を受ける。5月4日、舞鶴を出港し、大湊経由で16日に片岡湾に到着。以降は片岡湾を拠点にして燃料補給に従事し、6月のキスカ島撤退作戦にも参加。7月22日から軍艦旗を掲揚。21日、占守岬を出港し、27日に横須賀に到着。燃料と補給用燃料を搭載して8月1日に出港し、4日に大湊に到着したが、8月5日に機関故障が発生したため搭載燃料を陸揚げ。以降は大湊を拠点に行動。27日、大湊を出港し、館山を経由して30日に横須賀に到着。9月3日に横浜に移動して、三菱重工業横浜造船所で修理を受ける。完了後は内地で行動し、燃料補給に従事。12月28日には大湊を出港し、1944年（昭和19年）1月1日に片岡湾に到着して燃料補給に従事。7日、片岡湾を出港。途中流氷に閉ざされるトラブルがあったものの、12日に室蘭に到着。以降も内地で行動し、燃料補給に従事。26日からは横浜で修理を受ける。以降も内地で行動し、燃料補給等に従事。

### 沈没
7月30日、帝洋丸は連合艦隊付属となり、31日に大湊を出港し、8月2日に横須賀に到着。6日に横須賀を出港し、10日に伊万里湾に到着。同地で海軍給油艦速吸等輸送船多数で編成されたヒ71船団に加わり、同日船団は伊万里湾を出港した。輸送船は4列縦隊を組み、護衛艦がその周囲を取り囲むように航行した。出航から半日後、陸軍特殊船吉備津丸（日本郵船、9,574トン）が機関故障により離脱。13日から天候が悪化し、船団は暴風雨を避けるため予定を変更して15日に馬公に到着。ここで編制変えがされ、17日に出港。しかし、18日明け方に船団は哨戒中の米潜水艦レッドフィッシュ(USS Redfish, SS-395)により発見されてしまった。レッドフィッシュは付近にいた友軍潜水艦に獲物の到来を通報した。0524、タンカー永洋丸（日本油槽船、8,673トン）が雷撃を受けて損傷し、高雄に向かった。ルソン海峡航行中、船団の隊形は輸送船が2列縦隊で並び、周囲を護衛艦が取り巻く形に変わっていた。夜、天候が急変して風速12mの暴風雨となった。視界の悪化で対潜監視は困難な状態となり、船団の隊形も次第に乱れた。一方、レッドフィッシュの通報で集まったアメリカ潜水艦は、レーダーを活用して日本船団に忍び寄り攻撃を開始した。22時20分ごろ、空母大鷹に米潜水艦ラッシャー(USS Rasher, SS-269)から発射された魚雷が命中し、2248に沈没したのを皮切りに、船団加入船は次々に雷撃を受けて撃沈されていった。19日0510、帝洋丸の中央油槽、後部機械室、船橋下の順に魚雷3本が命中。大火災を起こした帝洋丸は0600に沈没した。船員41名戦死。沈没地点はルソン島北部サロマゲ西方95km地点付近、北緯17度50分 東経119度30分 / 北緯17.833度 東経119.500度。
戦後、帝洋丸を撃沈したのはラッシャーとなっているが、ラッシャーは当時魚雷を撃ち尽くしており、また当該時刻に対敵行動をとっていない。帝洋丸の被雷時刻と、ブルーフィッシュ(USS Bluefish, SS-222)が速吸の後ろを航行していた「2番目のタンカー」を攻撃していた時刻が近いことから、帝洋丸はブルーフィッシュの戦果と思われる。
10月10日に除籍・解傭された。

## 監督官等
監督官
1. 田中方助 大佐：1941年12月10日[10] - 1943年4月12日
2. 高木伴治郎 大佐：1943年4月12日[11] - 1943年5月25日

指揮官
1. 高木伴治郎 大佐：1943年5月25日 - 1944年4月20日
2. 作間應雄 大佐：1944年4月20日[12] -